# Dom Europy (Tel Awiw)
Dom Europy (hebr. בית אירופה) – biurowiec w osiedlu Ha-Cafon ha-Chadasz we wschodniej części miasta Tel Awiw, w Izraelu.

## Historia
Budynek został zaprojektowany przez architekta Yaski-Sivana. Biurowiec wybudowano w 1971 i nadano mu nazwę od kontynentu Europy.

## Dane Techniczne
Budynek ma 4 kondygnacji.
Biurowiec wybudowano w stylu architektonicznym określanym nazwą modernizmu. Wzniesiono go z betonu, natomiast elewację wykonano z płytek ceramicznych w kolorze białym i brązowym.

## Wykorzystanie budynku
Budynek zajmują biura wykorzystywane przez kancelarie prawnicze.